# ロン・ワトキンス
ロン・ワトキンス（Ronald Arthur "Ron" Watkins, 1987年4月18日 - ）は、陰謀論者でアメリカ合衆国の匿名画像掲示板「8chan」元管理人。2ちゃんねると8chanの所有者および運営者であるジム・ワトキンスの息子。
ロンは2016年から2020年11月に辞任するまで8chan（現・8kun）の管理人を務めた。また、オルタナ右翼の陰謀論であるQアノンが広まる主要な役割を果たし、2020年アメリカ合衆国大統領選挙でドナルド・トランプに対する大規模な選挙不正が行われ、ジョー・バイデンの勝利に繋がったという根拠のない陰謀論を拡散させた。一部のジャーナリストや陰謀論研究家は、ワトキンス親子の一方または両方が、Qアノンの背後にいる個人またはグループの身元を知っているか、あるいは彼ら自身が「Q」そのものであると考えている。

## 経歴
1987年生まれ。ロンの母親、トンスン・ワトキンスは韓国出身である。
幼少期は、米軍に勤務する父親の都合で、米国内で転居を繰り返した。西部ワシントン州の高校卒業後は、通信セキュリティを大学で勉強するため、中華人民共和国に引っ越している。2010年代前半はフィリピンのマニラで父のジム・ワトキンスと共に暮らしており、父が運営している匿名掲示板「2ちゃんねる」と「8chan」の業務に従事していた。その後、2ちゃんねるの広告代理店に就職し、2015年頃から2021年秋まで日本の札幌市南区定山渓に居住していた。2022年現在は米国南西部のアリゾナ州に拠点を移している。ただし日本には愛着があるようで「帰りたい。素晴らしい場所だから。出入り禁止にされないといいんだけど」と朝日新聞の取材で語っている。HBOテレビの記者が『Qアノンの正体 / Q: Into the Storm』の取材で日本まで会いに来たとき、ロンはソープランドに行くように勧めていた。

### 2ちゃんねる
ロンは2ちゃんねる（現・5ちゃんねる）の運営スタッフの一人であり、実質的な管理人だった。前管理人である西村博之との関係については「10代の頃からの知り合い」と語っている。なお「5ちゃんねる」および「5ch」は、ロンが日本国内で権利を有する商標である。

### 8chanとQアノンにおける役割

8chan（現・8kun）は4chanから派生した匿名画像掲示板。「インターネットの最も暗い場所」を自称する。2013年10月にフレドリック・ブレンナンによって開設された。2020年11月以降は5ちゃんねる管理人のジム・ワトキンスによって運営されている。

Qアノンとは、世界的な児童買春組織を運営している、悪魔崇拝主義で小児性愛者のカバール（ディープステート）とドナルド・トランプ大統領が戦いを繰り広げていると主張する、信用を失ったオルタナ右翼の陰謀論であり、FBIが民主主義の脅威と名指ししたアメリカ合衆国の自国産テロリズム（ホームグロウン・テロリズム）でもある。
米公共ラジオ局NPRの世論調査では、2020年時点でアメリカ人の17％が「米民主党系の政治家やハリウッドスターなどのエリート層が『ディープステート』（闇の政府）を組織して、我々の政治やメディアをコントロールしようとしている」もしくは「ディープステートは悪魔崇拝と児童虐待に関与しており、ドナルド・トランプ大統領は彼らと闘う救世主である」というQアノンの荒唐無稽な主張を信じていると報じられている。また米国の公共宗教研究所が2021年3月に行った調査によると、共和党支持者の約25%がQアノン陰謀論を信じており、これは米国民全体に換算すると3000万人を超えている。公共宗教研究所はニューヨーク・タイムズの取材に「これが宗教ならば、白人の福音派プロテスタント全体、または白人の主流派プロテスタントと同規模だ」と回答した。
この狂った陰謀論は4chanや8chanで「Q」と呼ばれる素性不明の個人または集団によって広められ、8chan管理人のロンは「Q」の主張を広める上で主要な役割を果たした。またロンと彼の父親であるジムは、8chanへの投稿が本物の「Q」からのものであることを確認できる数少ない人物であり、8chan開設者のフレドリック・ブレンナンは、2020年6月の『アトランティック』で「Qは、ジムまたはロンを知っているか、ジムまたはロンに雇われたと100%確信している」と述べている。実際に多くのジャーナリストや陰謀論研究者は、ワトキンス親子が「Q」と協力しているか、「Q」の素性を知っているか、または彼ら自身が「Q」であると考えている。
なお、それを象徴する出来事として「Q」の不自然な移行騒動がある。2018年1月に「Q」は「4chanにスパイが潜入した」という懸念を、4chanのトリップを継承する形で8chanに投稿した。しかし「Q」の文体が、以前と著しく異なっていたため、「Q」はなりすましを疑われた。窮地に陥った「Q」は、8chan管理人のロンに対して「自分が本物と認めろ」と懇願し、それをロンが認めたことから「Q」は8chan以外に投稿しないと繰り返し宣言した。このことから、Qウォッチャーはロンを「Qが投稿するプラットフォームの背後にいる技術的な頭脳」とみなしている。
2022年2月19日、ニューヨーク・タイムズ紙は、法言語学（フォレンジック・リングイスティクス）を用いた解析で「Q」の正体が特定された可能性があると報じた。報道によれば、スイスとフランスのチームが機械学習を用いた自然言語処理によって「Q」の文体を、それぞれ独自の手法で解析したという。たとえばスイスのOrphAnalyticsは「Q」と疑われている6人の文章を特殊なソフトウェアに読み込ませ、フランス国立古文書学校のチームは、10万語以上におよぶ「Q」の投稿パターンを人工知能に学ばせた上で「Q」と疑われている13人、計1万2千語以上と比較した。その結果、両チームは南アフリカのソフトウェア開発者であるポール・ファーバーとロンが「Q」であると結論づけた。分析結果の正確性は92%以上だとしている。
ちなみにポール・ファーバーは、8chanにあった/cbts/（Calm Before the Storm、嵐の前の静けさ）という掲示板を運営していたモデレーターである。スイスのチームは「当初はポールのみ。その後はポールとロンの両方。その後はロンだけと文章が似ている」と指摘した。それぞれの期間は、4chanの/pol/（Politically Incorrect）に「Q」が初めて現れた後、8chanの/cbts/に移行し、さらに8chanの/thestorm/という別の掲示板に「Q」が移行した時期と重なっている。「Q」の不自然な移行についてポールは「ロンとジムが、自分たちにとって都合の良いようにQを利用するために、Qを乗っ取った」と推測しており、8chan開設者のフレドリック・ブレンナンも「（技術的な面から）Qを乗っ取ることができたとしたら、彼しかいない」「Qは誰か、確信している。ロンだ。Qの力を盗みたかったんだろう」と朝日新聞の取材で語っている。なお、ポールは文章の関連性について「Qの投稿は、私の文章の書き方を変えるほどに大きな影響を与えるものでした」とした上で、「私はQではありません」と否定した。

### 2020年アメリカ合衆国大統領選の結果を覆す試み

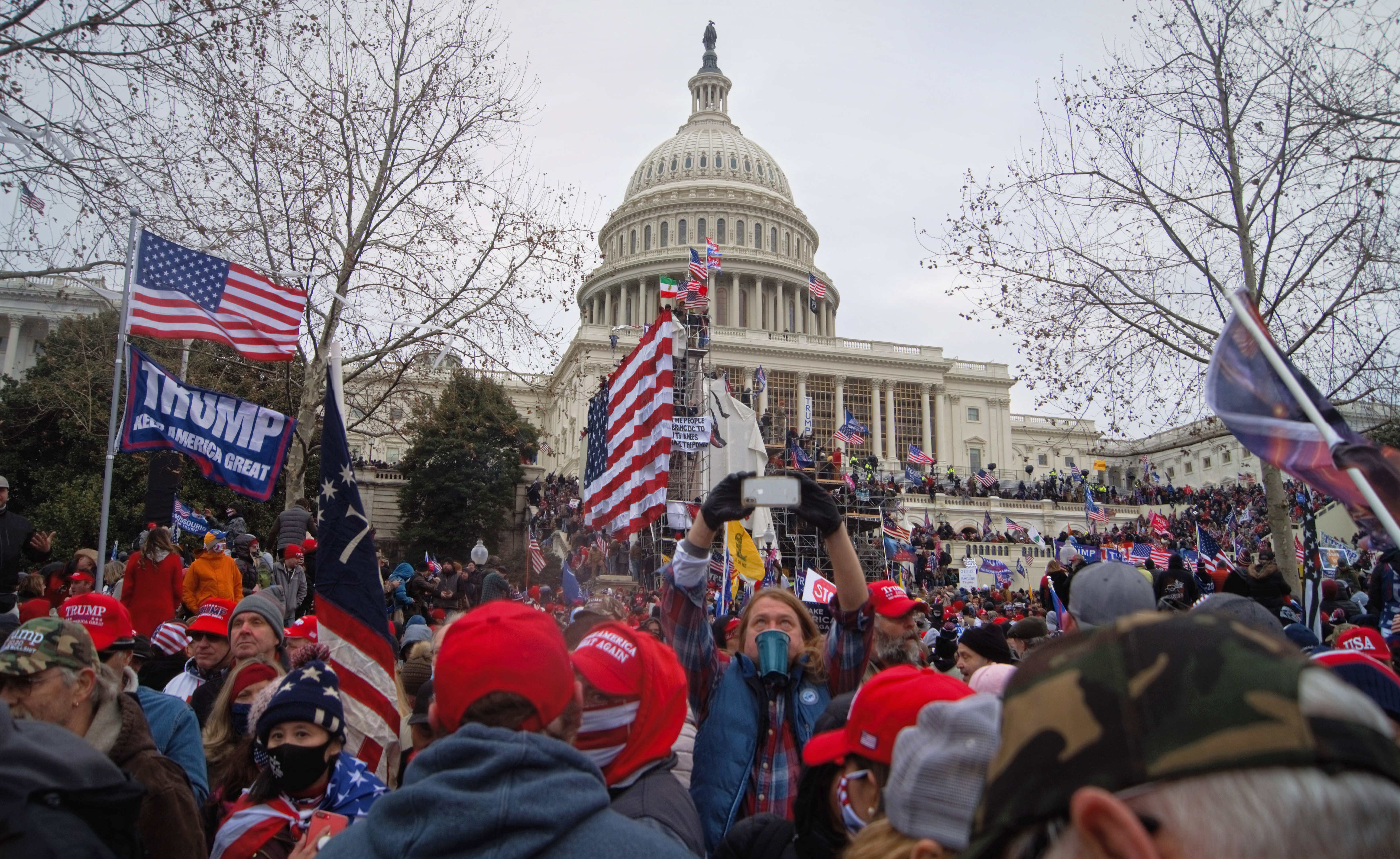
Qアノン陰謀論者、トランプ支持者、オルタナ右翼が合衆国議会議事堂を襲撃・占拠している様子（2021年1月6日）

米大統領選挙の開票日である2020年11月3日、ロンは8kunの管理人を辞任した。この日を境に「Q」は5件しか投稿を行っていない。それと入れ替わるようにロンは公の場での発言を活発化させていく。
ロンは、トランプの敗北確定後、Twitterアカウント（@CodeMonkeyZ）で投票機メーカーのドミニオン社についての陰謀論を広め、大きな支持を得た。その後、ロンは、選挙結果への異議申し立てに関与したトランプ陣営の弁護士で陰謀論者のシドニー・パウエルが提起した訴訟において、不正選挙の専門家として宣誓供述書の証人に指名された。11月には、親トランプ派のニュース専門局「OANN」でドミニオンについて何度もインタビューを受け、「大規模システムの技術アナリスト」として紹介される。この中でロンは「選挙全体が不法であると考えるべきだ」と訴えた。11月には、ロンのTwitterのフォロワー数が、ほぼ2倍の40万人となり、1月上旬までに58万人のフォロワーを獲得した。トランプは選挙日から2021年1月6日までの間に、ロンの投稿を5回リツイートし、米ニュース誌『フォーリン・ポリシー』は、ロンを「トランプの選挙後のメッセージにとって不可欠な一部」と説明した。

この間、ドキュメンタリー映画監督のカレン・ホーバックは、ワトキンス親子と8chan開設者のフレドリック・ブレンナンに3年間にわたり密着し、Qアノンの起源と8chanの関連性を調査した。その調査を元に制作されたHBOのドキュメンタリー番組『Q: Into the Storm』の最終回で、ホーバックは、ロンとの最後の会話を紹介している。ロンは、カメラに向かって次のように述べている。
そして彼は、「Qとして行っていた訳ではありません。約束します。なぜなら、私はQではないし、Qであったこともないからです」と訂正した。ホーバックは、これをロンの不用意な告白とみなし、このインタビューとその他の調査から「ロン・ワトキンスがQである」と結論づけた。ロンは、シリーズ初放送の少し前に「Q」であることを再び否定した。
2021年1月6日に合衆国議会議事堂の襲撃が発生した後、Twitterは「Qアノンコンテンツの共有を目的としている」アカウントを摘発した。ロンのアカウントは、1月8日にシドニー・パウエルとマイケル・フリンのアカウントと共にTwitterによって永久凍結された。
2021年1月20日にバイデンの大統領就任式が行われると、ロンはTelegram上で新しい大統領が就任したことを認めた。彼は12万人の支持者に対し、自分たちは全力を尽くしたと述べ、過去数年間で出来た友人との思い出を忘れずに、元の暮らしに戻るように呼び掛けた。

### その後

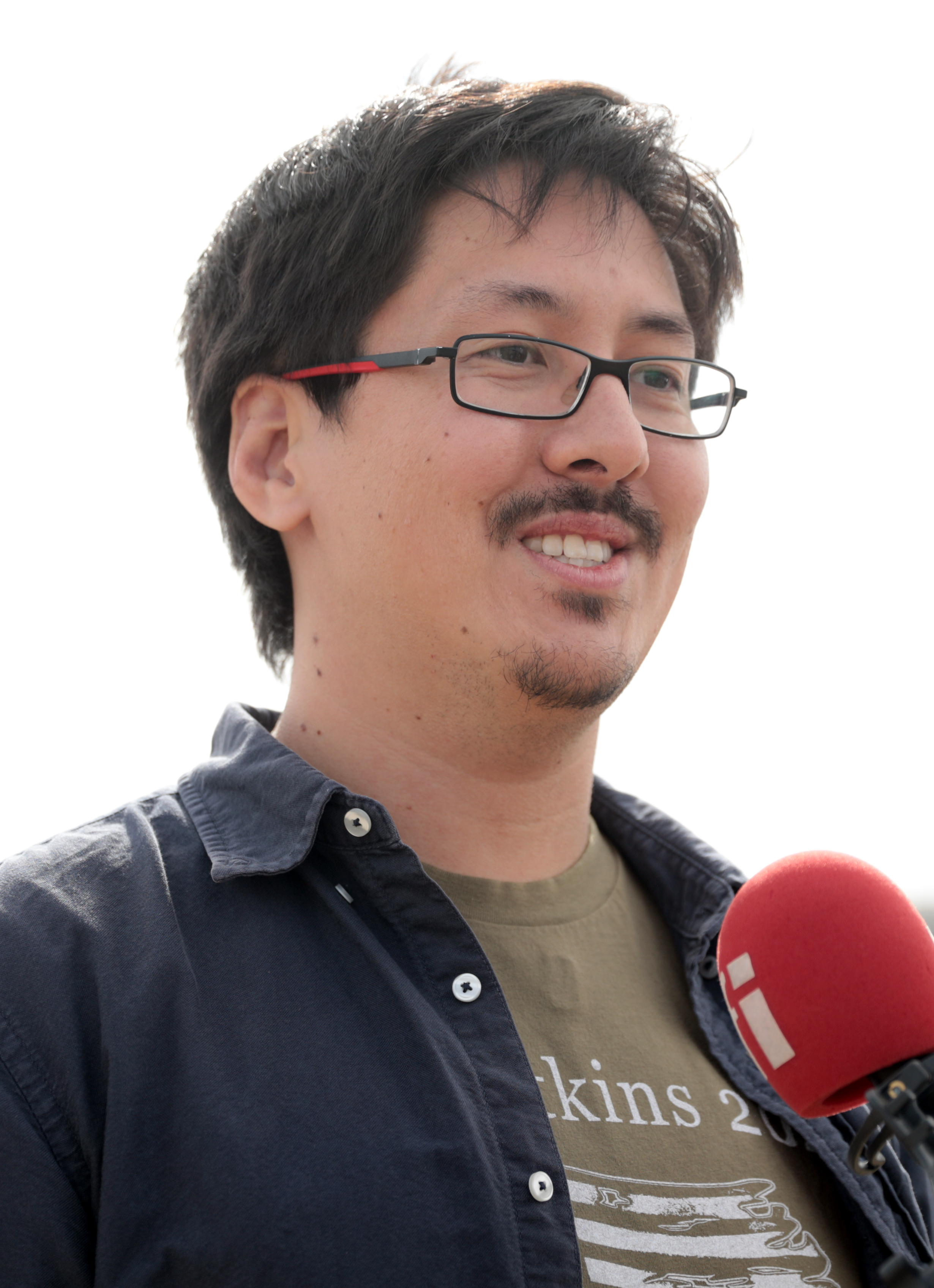
アリゾナ州のイベントで演説するロン・ワトキンス（2022年）

2021年10月、2022年秋の米中間選挙に、共和党の地盤であるアリゾナ州から出馬することをTelegram上で表明した。ロンは、政治家として取り組みたい課題に「不正選挙疑惑の追及」「言論の自由の確保」「新型コロナワクチン接種義務化の反対」「人工妊娠中絶の反対」などを挙げていたが、予備選で惨敗し、最下位に終わった。
2023年1月10日、Twitterの凍結が2年ぶりに解除された。
5ちゃんねる専用ブラウザ「Jane Style」の開発元である株式会社ジェーン代表取締役の山下遼太によると、ロンは2023年6月8日の時点で、5ちゃんねるの運営会社でジムが代表を務めるLoki Technology社の関連会社であるSynic社の代表を務めており、5ちゃんねるの広告の管理を行っているという。
5ちゃんねるの広告枠はそれまで山下が代表を務めるティーケーテクノロジー社が一次代理店として管理していたが、6月8日になって事前の通告もなくSynicの管理する広告に置き換えられ、ジムからは関係の終了を通告されたという。このことなどから、ジェーンは7月10日にJane Styleの5ちゃんねるへの対応を打ち切った。

## メディア出演
- Q: Into the Storm（2021年3月21日 - 4月4日、HBO）

### 日本メディアの取材
2021年10月23日、朝日新聞ニューヨーク支局員の藤原学思が、日本人記者として初めてロンと接触し、2022年1月まで密着取材を行った。この中でもロンは「Q」であることを繰り返し否定している。
その後、藤原学思は朝日新聞デジタルで「陰謀論集団『Qアノン』を追う」を全19回連載した。この最終回でロンは「Q」の難解な文章を解読する、諜報活動のトレーニングに関わっていたことを次のように明かした。
2022年1月11日、毎日新聞は、ロンを「Qアノン主宰者」として一面で大々的に報じた。カレン・ホーバック監督は、同紙の取材で「彼が何かを信じているとすれば、それは言論の自由と匿名性です。おそらく彼は、これらのツールがどれほど強力であるかを身をもって理解している」と語った。同年2月22日、毎日新聞ロサンゼルス特派員の福永方人が、西部アリゾナ州でワトキンス親子の取材に成功。5ちゃんねる/8kun管理人のジム・ワトキンスは「Qアノンは日本発祥の匿名掲示板カルチャーから始まったのだから、日本が生み出したともいえる」と持論を展開した。